# Polul Nord

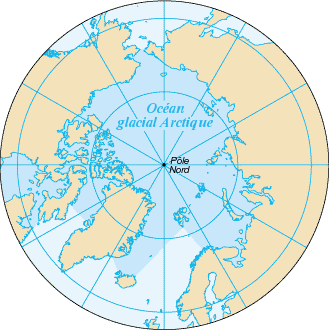
Proiecție cartografică ce ilustrează Oceanul Arctic și Polul Nord.

Polul Nord geografic terestru, sau pur și simplu polul Nord, este punctul cel mai nordic al planetei Pământ. Acesta este definit ca fiind punctul de intersecție între axa de rotație⁠(d) a Pământului și suprafața pământului în emisfera nordică, unde se întâlnesc toate meridianele⁠(d) și fusele orare. Acest punct geografic nu este fix pe suprafața Pământului, deoarece axa de rotație a Pământului, care o definește, variază⁠(d) slab cu o perioadă de aproximativ paisprezece luni. Cu toate acestea, adesea poziția este considerată aproximativ fixă. 
Polul Nord geografic nu trebuie confundat cu polul Nord magnetic, punctul central al câmpului magnetic al Pământului către care arată toate acele busolelor. Acest concept, numit „adevăratul Nord⁠(d)”, a fost descoperit, descris și prezentat de către omul de știință polimat chinez Shen Kuo în secolul al XI-lea.
Polul Nord se află în mijlocul Oceanului Arctic, deasupra câmpiei abisale polare (cunoscută sub numele de bazinul Amundsen⁠(d) sau bazinul Fram) și în apropiere de dorsala Lomonosov. Dedesubtul polului, oceanul, ajunge la o adâncime de 4261 metri și este în permanență acoperit de gheață, spre deosebire de polul Sud, situat pe masa continentală a Antarcticii. Cu excepția unor bancuri de pietriș nepermanente, cel mai apropiat uscat este insula Kaffeklubben, situată la 707 km de pol.
Prima explorare a polului Nord, deși contestată, este atribuită americanului Frederick Cook⁠(d), care ar fi ajuns la pol pe 21 aprilie 1908, dar el nu și-a dezvăluit traseul real. Congresul Statelor Unite a pus prima explorare pe seama americanului Robert Peary, care susține că a ajuns la polul Nord pe 6 aprilie 1909, dar istoricii au contestat acest fapt după descoperirea unei copii a jurnalului lui Peary, care s-ar fi înșelat cu estimările sale. Prima explorare confirmată a polului Nord este, prin urmare, cea a norvegianului Roald Amundsen și a italianului Umberto Nobile⁠(d), care au zburat deasupra polului cu un dirijabil la 12 mai 1926.
Temperatura la polul Nord poate varia între −43 °C și 0 °C, ceea ce favorizează persistența gheții la suprafața mării cu o grosime care variază între doi și patru metri. Banchiza este însă amenințată și Oceanul Arctic ar putea ajunge liber de gheață în timpul secolului al XXI-lea, în parte din cauza încălzirii globale și a reducerii efectului albedo. Această situație nouă va facilita accesul la resursele subterane din regiunea Arctică⁠(d) și există germenii unei dispute teritoriale între cele cinci țări riverane Oceanului Arctic: Canada, Rusia, Norvegia, Danemarca⁠(d) și Statele Unite ale Americii. Deși polul Nord se află în afara zonelor economice exclusive ale acestor țări, recenta descoperire a dorsalei Lomonosov a relansat dezbaterea pe tema suveranității teritoriale asupra Arcticii⁠(d).

## Geografie

### Poziție

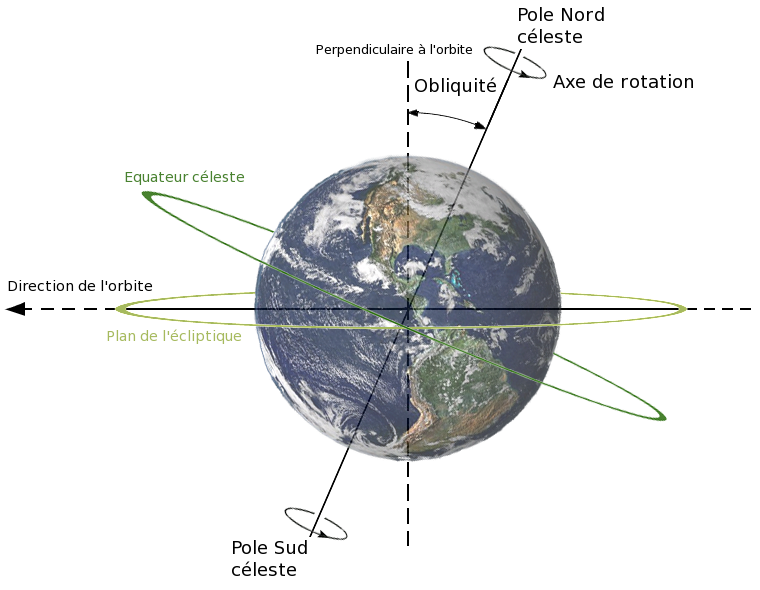
Înclinarea axei Pământului (oblicitatea) și raportul ei cu planul eclipticii.

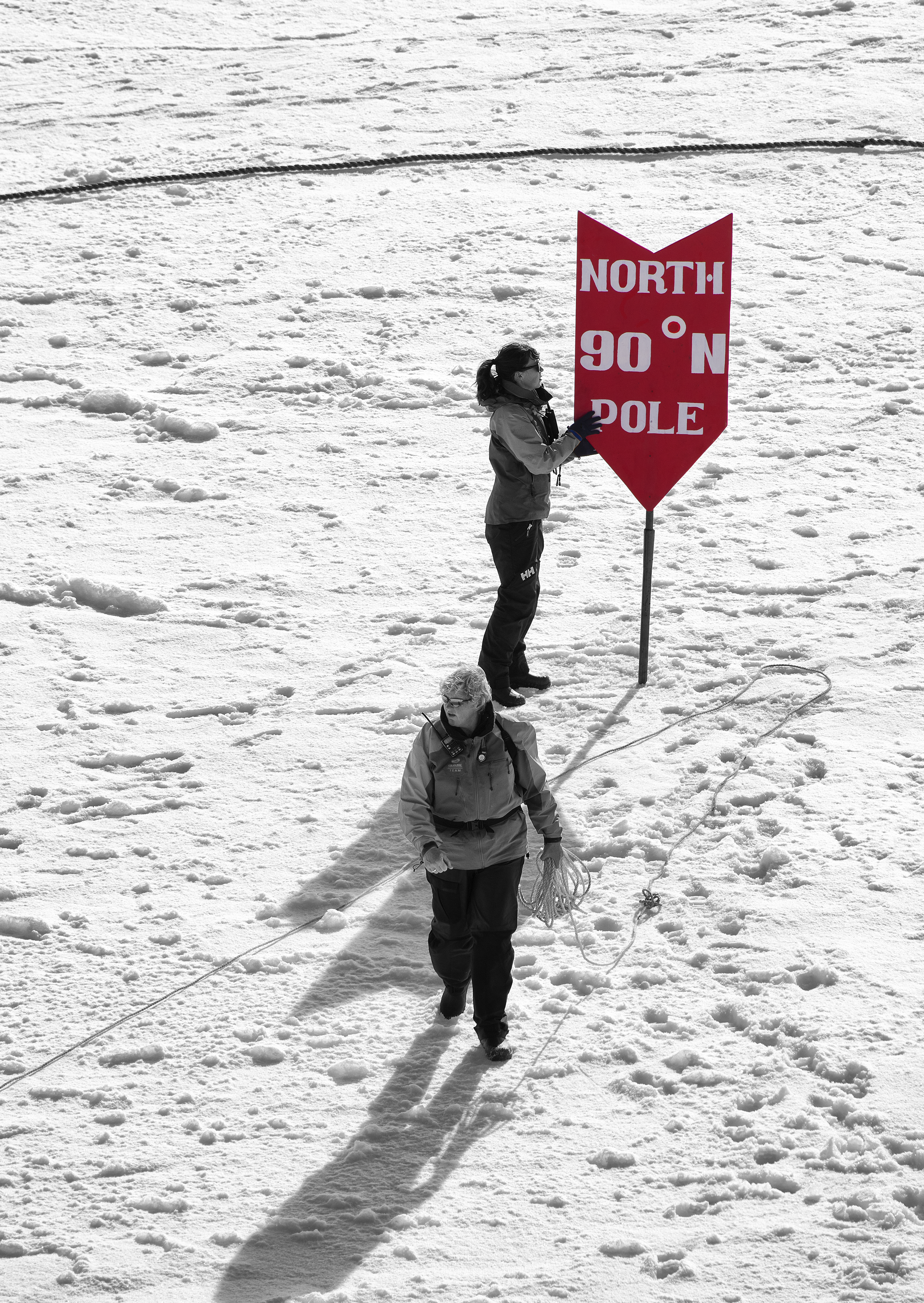
Polul Nord

Axa de rotație a Pământului este înclinată cu 23° 26′ 14" în raport cu ecliptica, planul orbitei heliocentrice a Pământului. Polul Nord definește geodezicele de latitudine 90° Nord (Φ = + π / 2) , precum și direcția adevăratului Nord⁠(d), în timp ce longitudinea poate fi definită ca orice valoare între (-π ≤ λ ≤ + π) . Axa de rotație — și, prin urmare, poziția polului Nord — a fost mult timp considerată a fi fixă în raport cu suprafața Pământului, dar în secolul al XVIII-lea, matematicianul Leonhard Euler a prezis că axa poate oscila. La începutul secolului al XX-lea, astronomii au observat o mică variație a latitudinii așa cum este ea determinată pentru un punct fix de pe Pământ prin observarea stelelor. De ordinul câtorva metri la cele mai puternice oscilații, migrația polului pe suprafața Pământului este similară mișcării unui titirez, are mai multe componente periodice și neregulate. Componenta periodică de 433 de zile, identificată la opt luni de către Euler, este acum numit oscilația Chandler. Punctul exact al axei Pământului, la un moment dat, este numit „polul instantaneu”, dar din cauza oscilației polilor, el nu poate fi folosit ca definiție a unui pol fix atunci când este nevoie de o măsurare cu precizie mai bună de un metru.
Oscilația axei de rotație a Pământului se datorează în principal variațiilor sezoniere ale calotei glaciare și distribuției zăpezii. În 2005, s-a observat o schimbare anormală a direcției și vitezei de deplasare a polului Nord geografic spre Groenlanda. Această schimbare este puternic corelată cu accelerarea procesului de topire a gheții din Groenlanda și mai slab pe tot globul.
Ar fi util un sistem fix de coordonate terestre (latitudine, longitudine și altitudine, sau orografie), dar, având în vedere deriva continentelor, înălțarea și pierderea de altitudine a Pământului, printre altele din cauza vulcanilor, precesiei echinocțiilor, eroziunii, nu există niciun sistem în care toate caracteristicile geografice să poată fi determinate. International Earth Rotation and Reference Systems Service⁠(d) și Uniunea Astronomică Internațională au definit un cadru numit „Sistemul internațional de referință terestru⁠(d)”. Polul Nord al acestui sistem definește astăzi Nordul geografic pentru măsurătorile de precizie, dar aceasta nu coincide exact cu axa de rotație a Pământului.
Deoarece nu există nicio prezență permanentă a omului la polul Nord, nu există nicio oră locală sau un fus orar oficial desemnat pentru această regiune a globului, dar, în practică, polul adună toate fusele orare într-un singur punct. Deoarece toate liniile de longitudine se întâlnesc acolo, un drum într-un cerc cu raza de câțiva metri în jurul polului parcurge toate fusele orare în câteva secunde. În plus, întrucât orele locală sunt aproximativ sincronizate cu poziția Soarelui la zenit, această aproximare nu funcționează la polul Nord, pentru că Soarele este în permanență pe cer timp de șase luni.
Expedițiile polare pot folosi un fus orar arbitrar ales, de obicei fusul orar al bazei lor de aprovizionare, oricare unitate universal valabilă: Greenwich Mean Time (GMT), Timpul Universal Coordonat (UTC) sau fusul orar al țării de origine. Cu toate acestea, convenția este că se folosește fusul orar UTC+0, spre deosebire de polul Sud, unde se folosește UTC+12 (fusul orar al Noii Zeelande în vara australă).

### Clima
Polul Nord este în semnificativ mai cald decât polul Sud, deoarece acesta se află la nivelul mării, în mijlocul unui ocean care acționează ca rezervor de căldură, spre deosebire de masa continentală antarctică. În timpul iernii (ianuarie), temperatura la polul Nord poate varia de la −43–−26 °C, cu o medie de −34 °C. Temperatura medie vara (în iulie) este în jurul valorii punctului de îngheț (0 °C).

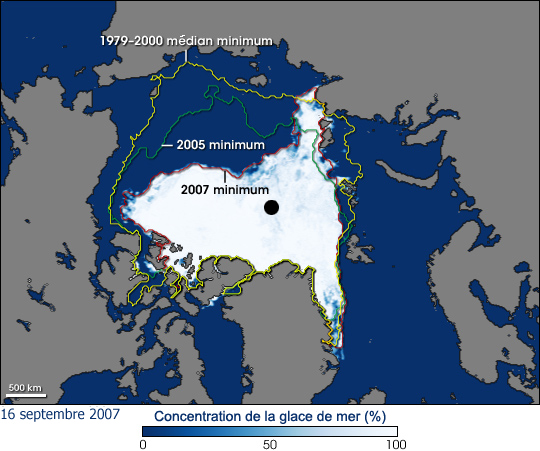
Retragerea ghețurilor între 2005 și 2007.

Gheața de la polul Nord are aproximativ doi sau trei metri grosime, dar există o variație considerabilă și, ocazional, mișcarea sloiurilor de gheață expune suprafața mării. Un studiu recent, finanțat de Uniunea Europeană și publicat în revista Geophysical Research Letters a arătat că, în medie, grosimea gheții a scăzut în ultimii ani. Conform cercetătorilor de la Centre for Polar Observation and Modelling (CPOM) al University College din Londra (UCL), Regatul Unit, scăderea gheții este atribuită încălzirii climei și Oceanului Arctic din ce în ce mai expus radiațiilor solare. Accelerarea drastică a topirii gheții în Arctica nu a fost anticipată de modelele climatice, deoarece acestea nu au luat în considerare efectul albedo; cu cât oceanul Arctic devine mai liber de gheață, cu atât energia absorbită de la razele solare și înmagazinată sub formă de căldură este mai mare, accelerând topirea calotelor glaciare polare.
Recent, oamenii de știință au prezis că polul Nord ar putea deveni liber de gheață pe timpul verii, prin anul 2050. La 15 decembrie 2008, serialul canadian de televiziune Daily Planet⁠(d) a relatat că oamenii de știință prezic că gheața s-ar putea topi chiar în 2014.
Descoperirile recente confirma că polul Nord a avut în trecut un climat subtropical, circa acum 55 de milioane de ani. Misiunea Arctic Coring Expedition (ACEX) a recoltat nuclee de gheață⁠(d) pe dorsala Lomonosov în 2004, a căror analiză relevă prezența microfosilelor⁠(d) de plante și animale tipice unui mediu subtropical de mare caldă (aproximativ 20 °C) și de mică adâncime. Fosilele găsite la 400 metri sub fundul oceanului⁠(d) datează din perioada maximelor termice, ale paleogen-eocenului.

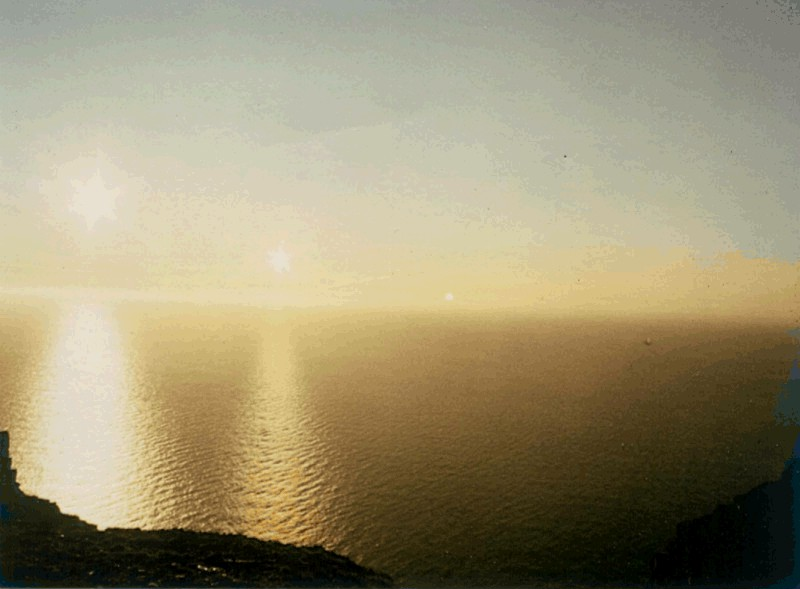
Progresia zilei polare la Capul Nord, Norvegia.

La polul Nord, Soarele este permanent deasupra orizontului în timpul lunilor de vară și permanent sub orizont în timpul lunilor de iarnă. Răsăritul are loc chiar înainte de echinocțiul de primăvară (în jur de 19 martie). Soarele are nevoie atunci de trei luni pentru a ajunge la cel mai înalt punct, aflat la circa 23°½ altitudine, la solstițiul de vară (aproximativ 21 iunie). Apoi, începe să coboare, ajungând la apus după echinocțiul de toamnă (în jur de 24 septembrie). Atunci când Soarele este vizibil pe cerul polar, el pare că se mișcă într-un cerc deasupra orizontului. Acest cerc se ridică puțin câte puțin de la orizont după echinocțiul de primăvară și ajunge la altitudinea maximă (în grade) deasupra orizontului la solstițiul de vară, coborând înapoi la orizont înainte de a-l trece la echinocțiul de toamnă.
La polul, amurgul durează aproximativ două săptămâni înainte de răsăritul și după apusul soarelui, în timp ce crepusculul astronomic durează aproximativ șapte săptămâni înainte de răsăritul și după apusul soarelui.
Aceste efecte sunt cauzate de o combinație între înclinația axei Pământului și revoluția sa în jurul Soarelui. Direcția înclinației axei Pământului, precum și unghiul relativ la planul orbitei Pământului în jurul Soarelui, rămân aproape constante în cursul unui an (ambele se schimbă foarte încet pe perioade lungi de timp). În mijlocul verii, polul Nord este maxim înclinat spre Soare. Pe parcursul anului, Pământul se mișcă în jurul Soarelui și polul Nord se orientează treptat în partea opusă Soarelui, în cele din urmă fiind maxim și complet ascuns. Aceeași secvență este observată și la polul Sud, la distanță de șase luni.

### Fauna și flora

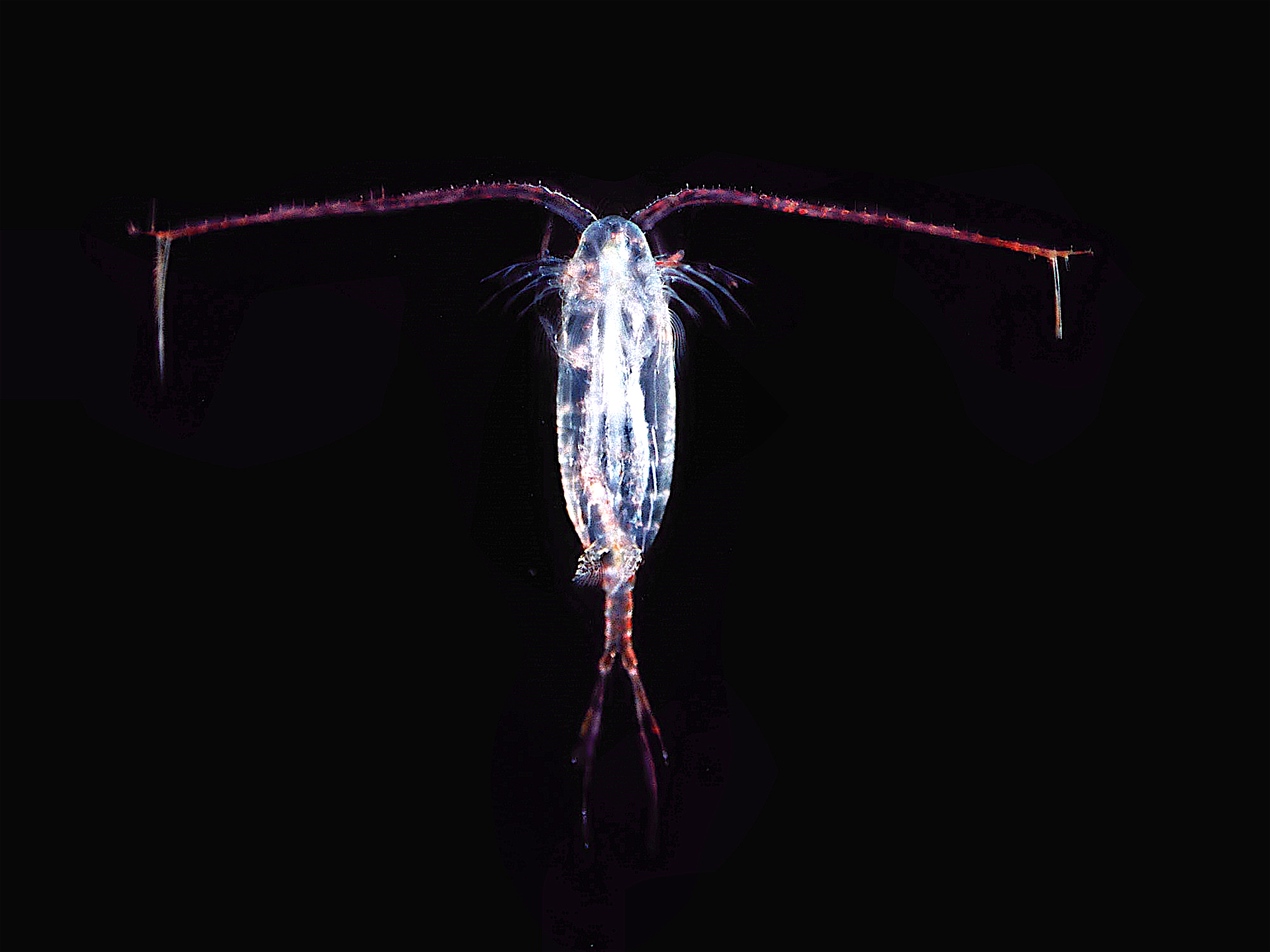
Copepodele se hrănesc cu fitoplancton sub gheață.

Animalele și plantele din zona Arctică sunt, prin morfologie și comportament, adaptate la condițiile specifice regiunilor de la nord de cercul polar (66° 32′ Nord). Scurtul anotimp de creștere este cu siguranță cel mai important factor de constrângere pentru fauna și flora din regiunea arctică, care sunt limitate de temperatură, lumină, și calota glaciară. Productivitatea marină la pol este mai mare sau mai mică, în funcție de an, anotimp și apropierea de pol, iar creșterea biomasei⁠(d) nu depășește 100 mgC/m2/zi în centrul bazinului polar, acesta este de două până la de cinci ori mai mică decât în zona deschisă din Oceanul Arctic. Prezența vieții în această parte a banchizei nu este mai mare decât în largul mării; producția primară măsurată în Mediterana de vest este echivalentă cu cea de aici, spre deosebire de zonele de foarte mare randament cum sunt coastele reci ale Perului, unde biomasa este de o sută de ori mai productivă.
Această biomasă arctică constă în principal din zooplancton, cum ar fi amfipodele bentonice care se hrănesc cu fitoplancton (dinoflagelate⁠(d) și diatomee) care cresc în straturile inferioare și sub suprafața scufundată a gheții plutitoare. Chiar și în timpul iernii, anumite alge pot continua procesul de fotosinteză, profitând de lumina foarte slabă a nopții polare⁠(d). Această producție atrage pești, cetacee și foci în timpul verii, uneori, chiar în apropiere de pol. Relatările care demonstrează prezența animalelor în jurul polului Nord sunt încă anecdotice, dar există o perturbare semnificativă a productivității cauzată de încălzirea climei. În fapt, se pot observa peste 275 de specii de plante și animale care se apropie de pol pe timpul verii din cauza încălzirii.

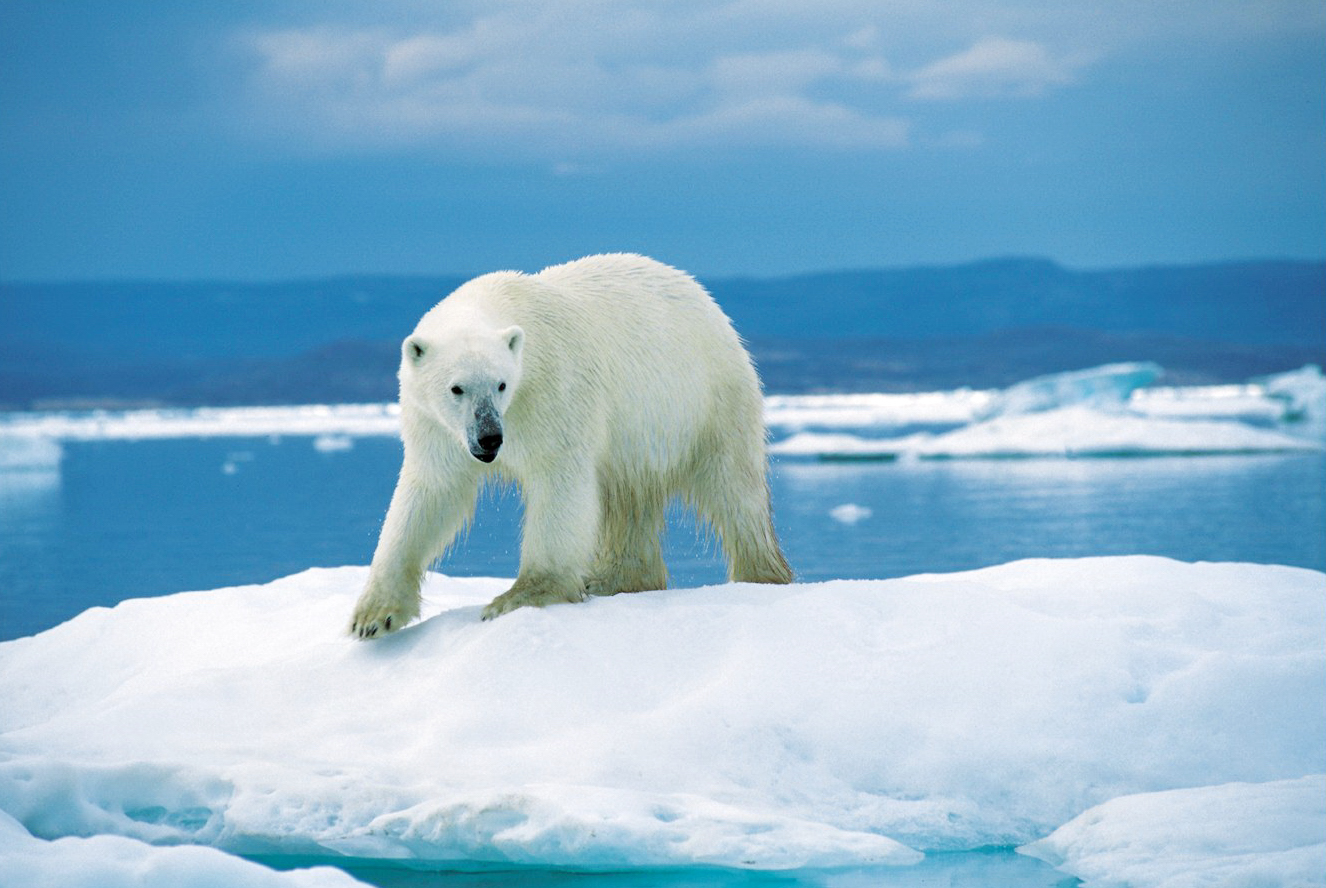
Urs polar (Parcul Național Ukkusiksalik, Nunavut, Canada).

Pescuitul în această zonă este favorizat în timp ce megafauna este defavorizată. Ursul polar se deplasează foarte rar dincolo de 82° latitudine nordică, din cauza penuriei de alimente, deși uneori se pot observa urmele lor în apropierea polului Nord. O expediție din 2006 a relatat că a observat un urs polar la puțin peste un kilometru de pol. Foca inelată a fost observată și ea aproape de pol, și o vulpe polară a fost văzută la mai puțin de 60 km, la 89° 40′ latitudine nordică.
Dintre păsările observate în apropierea polului, sunt înregistrate mai multe specii: pasărea omătului⁠(d), furtunarul ghețurilor⁠(d) și pescărușul tridactil⁠(d), deși unele observații pot fi distorsionate de faptul că păsările au tendința să urmeze navele și mișcarea umană. Au fost observați și pești în apele de la polul Nord, dar acestea sunt, probabil, puțini la număr. Deși unele specii pot fi prezente cu un număr mare de indivizi, frigul le încetinește metabolismul și pot dura până la doi ani până să atingă maturitatea sexuală în apa polară.
Poluarea apelor arctice are un impact semnificativ și asupra ratei natalității prin intermediul rețelei trofice a cercului polar de nord. Unele metale grele, cum ar fi zincul, cadmiul, mercurul și seleniul, sunt concentrate în Oceanul Arctic de către curenții marini proveniți din Atlantic și Pacific. Poluanții⁠(d) bioacumulați în metabolismul unui individ cresc cu absorbția nivelurilor inferioare ale lanțului trofic oceanic. Astfel, contaminanții pot fi prezente în cantități minime în zooplancton, dar ratele au fost anormal de concentrate în metabolismul speciilor superprădătoare, cum ar fi păsările de mare, focile, urșii, și chiar și la capătul lanțului, în oameni. Mostre din sângele din cordonul ombilical⁠(d) al nou-născuților inuiți dezvăluie o concentrație de bifenili policlorurați de patru ori mai mare și un nivel de mercur de între cincisprezece și douăzeci de ori mai mare decât în rândul copiilor născuți mai la sud. Acești poluanți prezenți în metabolism au impact asupra natalității, și pot provoca deficite de neurotransmițători, precum și diverse probleme cognitive⁠(d).

### Geopolitica

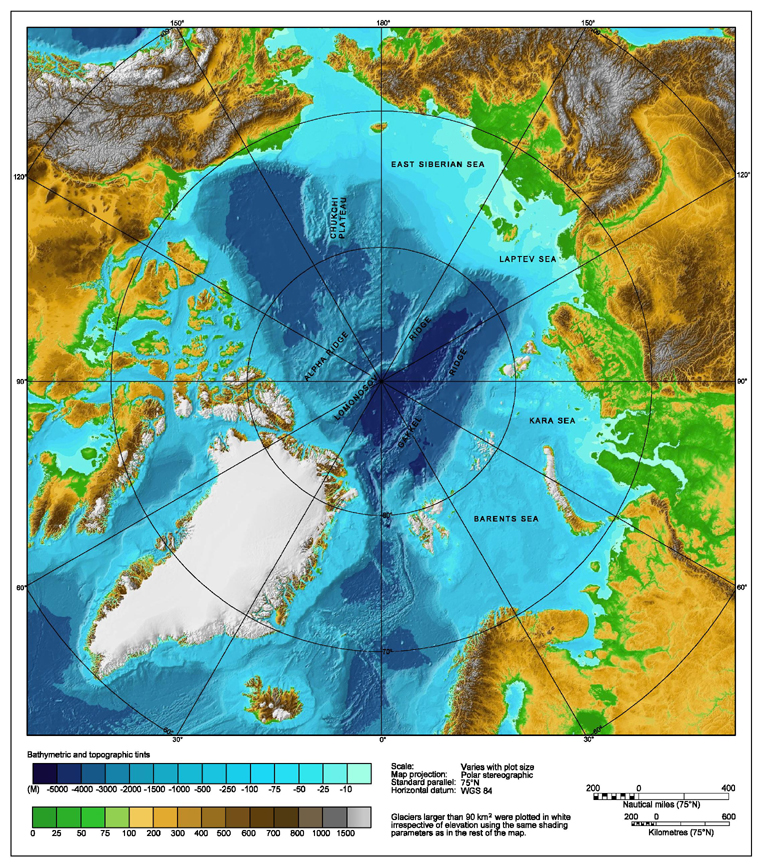
Hartă batimetrică ilustrând dorsala Lomonosov.

Oceanul Arctic este identificat de zeci de ani ca regiune bogată în petrol și gaze naturale. Într-un articol din iulie 2008, United States Geological Survey estimează că subsolul arctic conține 90 de miliarde de barili de petrol, 1 670 de miliarde de metri cubi de gaze naturale și 44 de milioane de barili de gaz natural lichid. Această situație face ca polul Nord și zona arctică să fie extrem de râvnite de către țările vecine.
În virtutea dreptului internațional, nicio țară nu deține în prezent polul Nord sau regiunea înconjurătoare din Oceanul Arctic. Cele cinci state riverane Oceanului Arctic, Federația Rusă, Canada, Norvegia, Danemarca⁠(d) (prin Groenlanda), și Statele Unite ale Americii (prin Alaska), sunt limitate la o zonă economică exclusivă de 200 mile marine (aproximativ 370 km) în largul țărmurilor lor. Dincolo de aceste ZEE, zona rămasă, care reprezintă mai mult de un milion de kilometri pătrați, nu este atribuită niciunei țări, și este aflată sub administrația Autorității Internaționale pentru Fundul Mării⁠(d).
La data ratificării Convenției Națiunilor Unite asupra dreptului mării, o țară are o perioadă de zece ani să valorifice legal zona sa de 200 milles marins. Astfel, Norvegia (care a ratificat convenția în 1996), Rusia (ratificare în 1997), Canada (ratificare în 2003) și Danemarca (ratificare în 2004) au lansat proiecte pentru a afirma că unele zone ale Arcticii ar trebui să aparțină teritoriilor lor.

Hartă a.

În 1948, o expediție rusească a descoperit de dorsala Lomonosov, o structură geologică ce se prelungește aproximativ pe 1800& km din insulele Noua Siberie până în largul coastei Groenlandei și a insulei Ellesmere. Abia la începutul anilor 2000 această dorsală oceanică a atras atenția comunității internaționale⁠(d), ca urmare a cererii oficiale a Federației Ruse adresate comisiei ONU cu privire la limitele platoului continental⁠(d). Documentul își propune să stabilească o nouă limită a platoului continental al Rusiei, în afara zonei de 200 de mile marine. Cu toate acestea, articolul 76 din Convenția Organizației Națiunilor Unite privind dreptul mării prevede că o prelungire de 150 de mile marine poate fi subiectul unei cereri dacă platoul continental se întinde sub apă, ceea ce exclude revendicarea Rusiei, al cărei platou continental se găsește la peste 1000 de mile marine de pol.
Danemarca⁠(d), Canada și Rusia își dispută structura geologică și susțin fiecare că dorsala este o extensie a platformelor lor continentale respective. La sfârșitul lui iunie 2007, aproximativ șaptezeci de geologi ruși au reușit să formuleze o demonstrație coerentă cum că dorsala medio-oceanică⁠(d) Lomonosov ar fi o extensie a continentului eurasiatic, conectând polul Nord cu teritoriul rus. Pe baza acestei afirmații, expediția rusească Arktika 2007⁠(d) a trimis spărgătorul de gheață nuclear Rossia, nava de cercetare Akademik Fedorov și două mini-submarine, Mir 1⁠(d) și Mir 2⁠(d), pentru a explora regiunea. La 2 august 2007, oamenii de știință ruși s-au scufundat la 4.261 metri sub suprafață, și au depus-o capsulă de titan care conțin drapelul Rusiei, ca un simbol al revendicării lor asupra regiunii.
Statele Unite ale Americii, Canada și Danemarca contestă revendicarea rusească asupra polului Nord. În acest sens, ministrul canadian al afacerilor externe, Peter MacKay, declara:
„Nu mai suntem în secolul al XV-lea. Nu mai putem să călătorim prin lume, să ne plantăm steagurile și să spunem că teritoriul acela este al nostru.”
A noua conferință ARCTIC FRONTIERS a avut loc între 18 și 23 ianuarie 2015 la Tronsö în Norvegia. Trimisul special al președintelui rus a fost Artur Șilingurov, căruia i se atribuie plantarea drapelului rusesc pe fundul oceanului, la Polul Nord, în 2007. Șilingurov a declarat că țările riverane Arcticii au demonstrat, fără exagerare, că sunt un model de bună vecinătate. În regiunea Arctică, nu există nicio problemă care să necesite o soluție militară. Nu simțim niciun efect legat de tensiunile politice globale. În luna martie 2015, Rusia are în plan deschiderea unui centru de cercetare și a stației arctice Barneo.

## Explorare

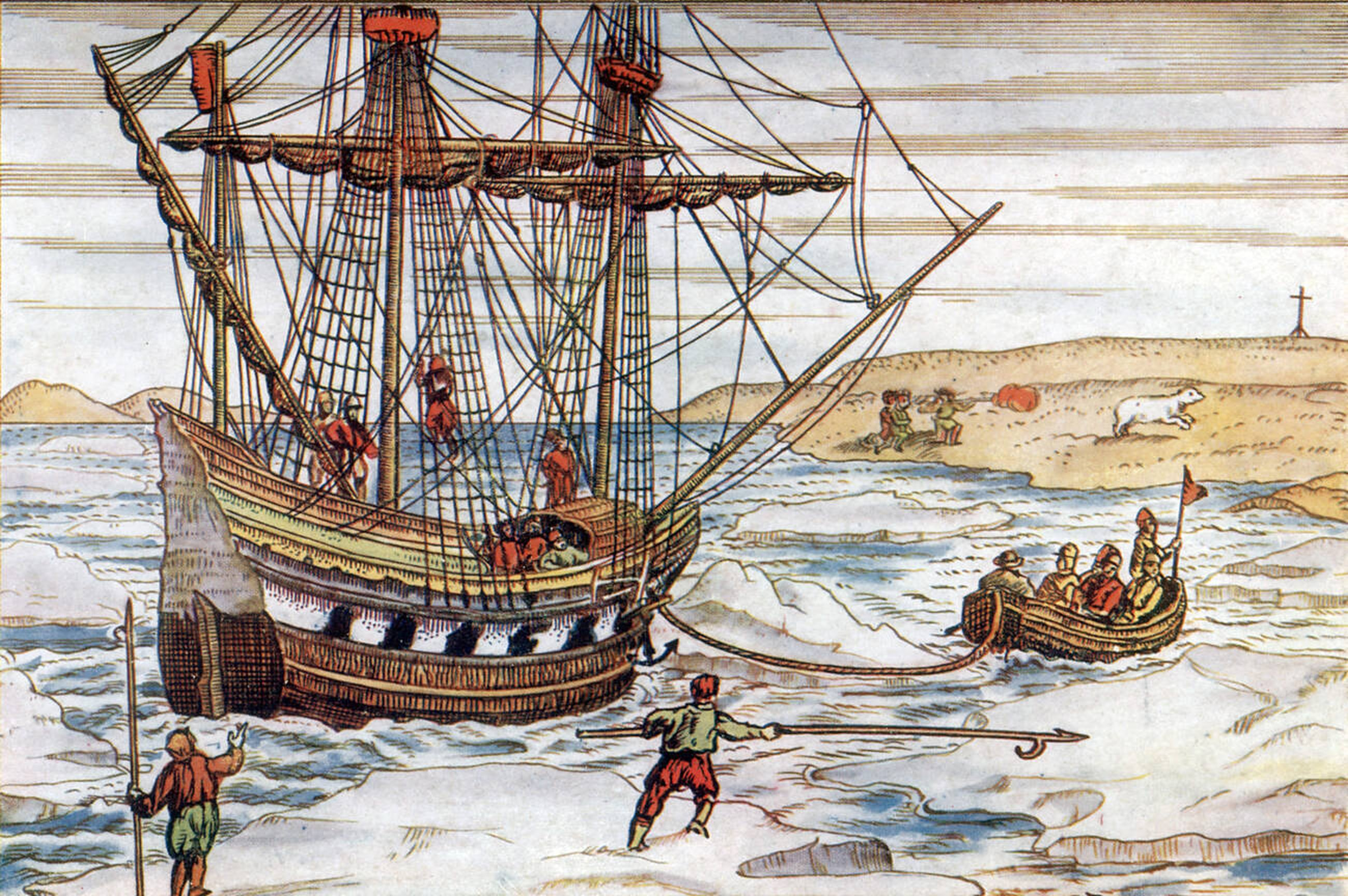
Gravură din 1598 ilustrând nava lui prinsă între ghețurile arctice.

În secolul al XVI-lea, mulți geografi credeau că polul Nord este situat într-o mare, numită în secolul al XIX-lea polinie⁠(d), sau mare polară deschisă. Geograful german August Petermann era principalul susținător al existenței unei mări polare fără gheață. Această teorie s-a dovedit ulterior a fi eronată, dar aceasta a justificat o serie de expediții între 1853 și 1876. Acești exploratori sperau să găsească o cale navigabilă fără gheață spre pol la un moment favorabil al anului.
La 16 iunie 1596, o expediție olandeză condusă de Willem Barents⁠(d) a ajuns la latitudinea de 79° 49′ Nord , stabilind primul record înregistrat al unei prezențe umane la cea mai mare latitudine nordică. Barentsz a murit în anul următor.
În 1893, Fridtjof Nansen și Hjalmar Johansen⁠(d) au condus o expediție cu nava Fram, care se află la originea unui nou tip de navă, spărgătorul de gheață. Ei au fost primii oameni care s-au apropiat atât de mult de polul Nord, ajungând la latitudinea de 86° 14′ latitudine nordică în 8 aprilie 1895.
În 1908, americanul Frederick Cook,⁠(d) a organizat o expediție foarte ușoară, și a plecat însoțit doar de doi inuiți. El susține că a ajuns la pol pe 21 aprilie 1908, dar a revenit la bază abia la 18 aprilie 1909, după o lungă călătorie. Mărturia lui este pusă sub semnul întrebării de mai mulți istorici, care susțin că Cook ar fi greșit în estimările sale. Unii au găsit și indicii că el ar fi putut să-și falsifice ruta reală, și că nici măcar nu ar fi încercat să se apropie de polul Nord. Povestea acestei expediții este și astăzi controversată.

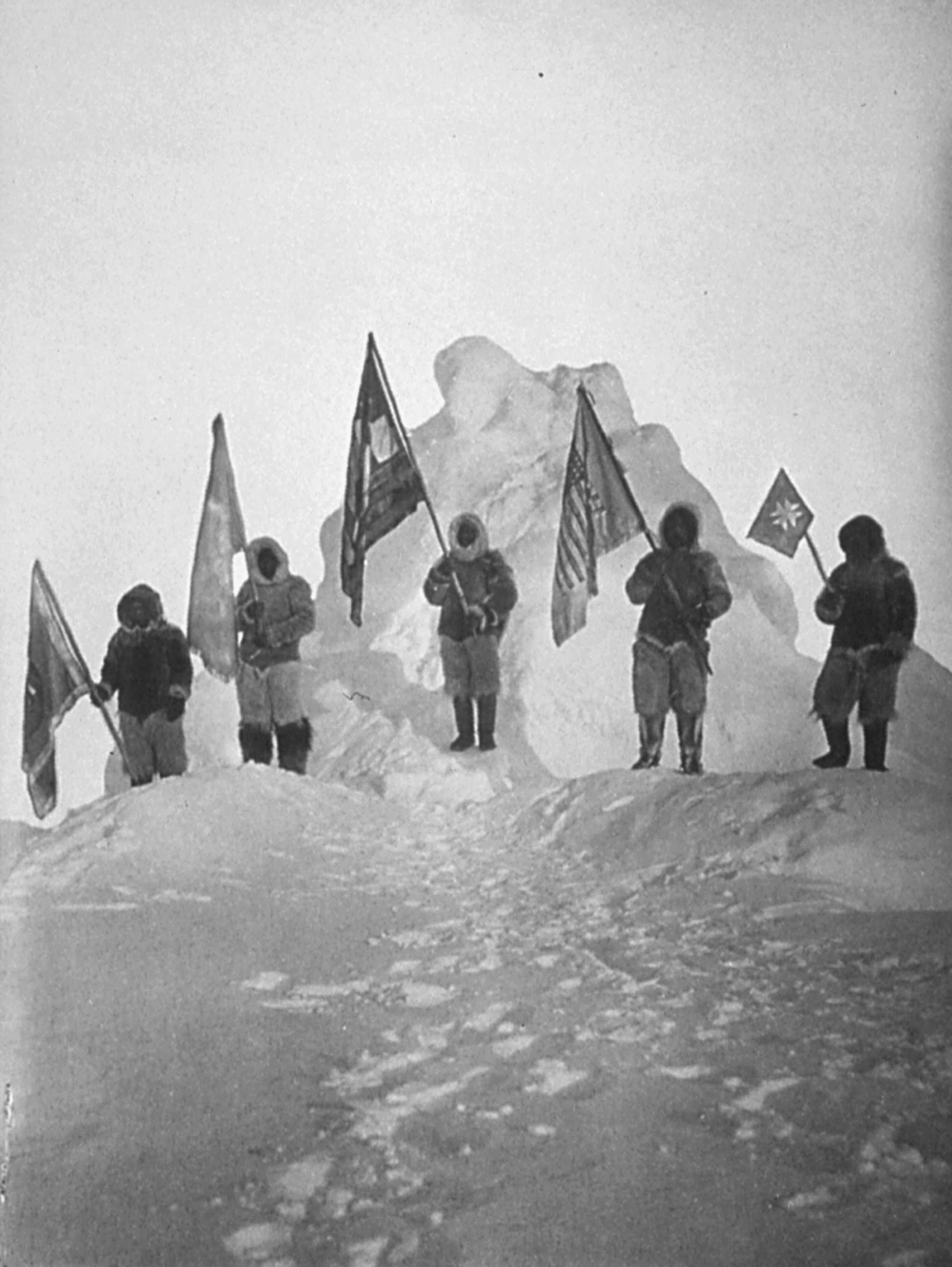
Robert Peary și echipa sa în apropiere de polul Nord, la 6 aprilie 1909.

Americanul Robert Peary susține că a ajuns la polul Nord pe 6 aprilie 1909 însoțit de Matthew Henson și patru inuiți – Oatah, Egingwah, Seegloo, și Ookeah. El a obținut cu dificultate recunoașterea realizării sale de către Congresul Statelor Unite, care în cele din urmă l-a declarat oficial primul om care a ajuns la polul Nord. De la descoperirea unei copii a jurnalului lui Peary, acum pare aproape sigur că el a greșit în estimările sale, și doar s-a apropiat la patruzeci de kilometri de pol. „Comunitatea exploratorilor” din epocă i-a reproșat puternic că nu a efectuat nicio măsurătoare a poziției pe parcursul ultimilor 200 km din drumul său spre pol. Robert M. Bryce remarca, de asemenea, că vitezele medii cu care Peary susținea că s-a deplasat susținut sunt omenește imposibile, și nu au fost niciodată egalate. Mai mult, Matthew Henson⁠(d), un explorator afro-american din expediția lui Peary, a fost cel care ar fi ajuns la pol cu 45 de minute înaintea celorlalți. Dar Henson era negru, astfel că Peary a fost cel care a cules toți laurii.
Primii care au ajuns cu certitudine la polul Nord sunt Roald Amundsen și Umberto Nobile⁠(d), care au zburat deasupra polului la bordul dirijabilului Norge, la 12 mai 1926.Sovieticul Ivan Papanin⁠(d) a zburat și el cu avionul la 21 mai 1937, iar britanicul Wally Herbert⁠(d) a ajuns cu sania trasă de câini la 5 aprilie 1969.
În 1958, submarinul american USS Nautilus este primul submarin care a ajuns la pol traversând Oceanul Arctic. Acesta este urmat de USS Skate⁠(en)[traduceți] în 1959, primul care a ieșit la suprafață la pol.
La 17 august 1977, spărgătorul de gheață sovietic cu propulsie nucleară⁠(d) Arktika⁠(d) este primul vas de suprafață care a ajuns la polul Nord, dovedind că este posibil să se navigheze în apele arctice pe timp de vară.
La 29 aprilie 1978, exploratorul japonez Naomi Uemura a devenit primul care a ajuns la polul Nord singur, la sfârșitul unei călătorii de 800 km. Plecat de la Capul Columbia din nordul Insulei Ellesmere din Canada, a mers pe urmele expediției lui Peary, cu sania trasă de șaptesprezece câini. El a fost reaprovizionat regulat realimentat cu alimente parașutate din avion.

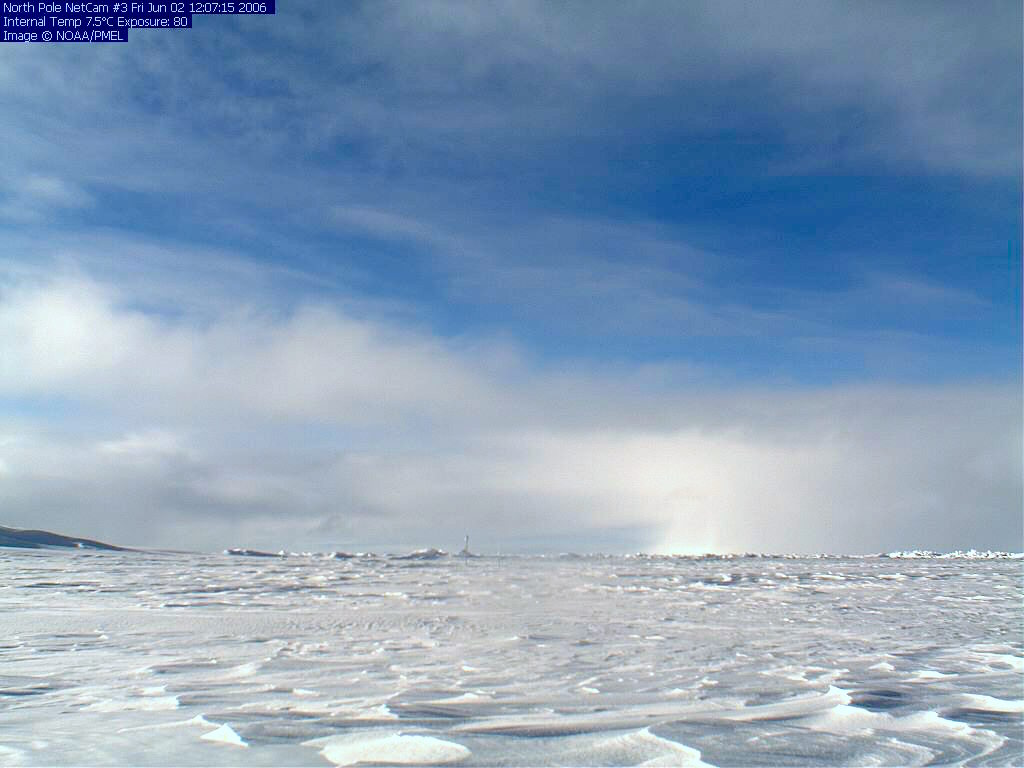
Peisajul de la polul Nord.

În 1982, Ranulph Fiennes⁠(d) și Charles R. Burton⁠(d) au fost primii care au traversat Oceanul Arctic într-un singur anotimp. La 17 februarie 1982, ei au plecat din insula Crozier⁠(d) din largul insulei Ellesmere, și au ajuns la polul Nord geografic pe 11 aprilie 1982. Expediția lor a fost făcută pe jos și cu snowmobilul. De la pol, ei s-au întors spre sud, în direcția Svalbard, dar, din cauza instabilității gheții, și-au oprit traversarea la marginea ghețurilor, și s-au lăsat să plutească în derivă pe o banchiză pe care au mers timp de 99 de zile. La 4 august 1982, au urcat din nou la bordul navei lor, MV Benjamin Bowring, la o 80° 31′ latitudine nordică. După această călătorie, timp de trei ani, Fiennes și Burton au luat parte la expediția Transglobe⁠(d), și au devenit primii care au făcut ocolul circumpolar al Pământului, adică ocolul lumii pe la poli. Această realizare rămâne neegalată până astăzi, iar Guinness Book of World Records îl descrie pe Ranulph Fiennes ca „cel mai mare explorator în viață”.
La 1 mai 1986, Will Steger International Polar Expedition a fost prima expediție la polul Nord fără reaprovizionare. Membrii echipei au fost: Paul Rogue, Brent Boddy, Richard Weber⁠(d), Geoff Carroll, Ann Bancroft și o echipă de douăzeci și unu de câini. Brent Boddy și Richard Weber⁠(d) au devenit primii canadieni care au ajuns la pol, și Ann Bancroft⁠(d), prima femeie. Câteva zile mai târziu, pe 11 mai, Jean-Louis Etienne⁠(d) a fost primul care a ajuns la polul Nord singur cu schiurile. El este și primul francez care a ajuns la pol, după 63 de zile de mers pe jos.
În 1988, expediția Polar Bridge a fost prima traversare a Oceanului Arctic pe schiuri. Expediția a fost compusă din nouă ruși și patru canadieni, și a parcurs 1800 km între nordul Siberiei și insula Ellesmere din Canada pe la polul Nord. Richard Weber (șeful echipei canadiene) a devenit primul om care a ajuns la polul Nord de pe ambele maluri ale Oceanului Arctic. Apoi, în 1995, Weber și Mihail Malahov au devenit primii care au ajuns la polul Nord și înapoi, fără ajutor, fără realimentare, și folosind doar resurse umane.

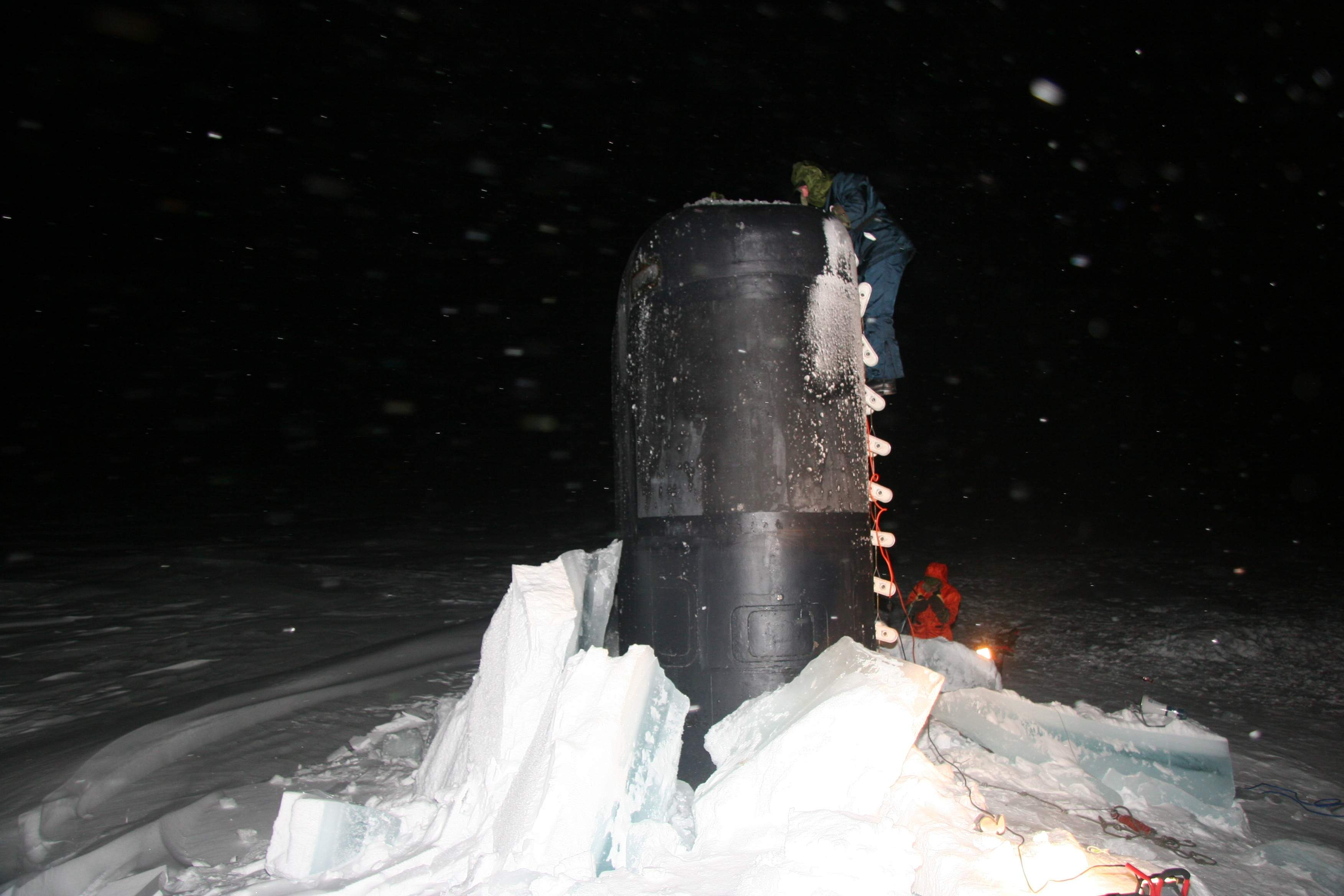
a forat 155 cm de gheață de la polul Nord.

În 2005, submarinul nuclear din clasa Los Angeles al Marinei Statelor Unite, USS Charlotte⁠(en)[traduceți], a ieșit la polul Nord, penetrând 155 cm de gheață. Cei 137 de membri ai echipajului și 17 ofițeri au petrecut 18 ore pe calota de gheață. Unii dintre ei au făcut fotografii, în timp ce alții au jucat fotbal.
La 23 martie 2006, Borge Ousland și Mike Horn⁠(d) au devenit primii care au ajuns la polul Nord în timpul nopții polare⁠(d). Apoi, o lună mai târziu, pe 16 aprilie, Albert al II-lea de Monaco a fost primul monarh care a ajuns la polul Nord.
În aprilie 2007, artistul olandez în artă interpretativă⁠(d), Guido van der Werve, a ținut unul dintre spectacolele sale la polul Nord, stând exact pe pol timp de 24 de ore, întorcându-se încet în sensul acelor de ceasornic (Pământul se rotește în sensul invers acelor de ceasornic). Astfel, urmărindu-și propria umbră, Van der Werve a stat fix în timp ce planeta se rotea timp de o zi. Această faptă este numită Nummer Negen (în traducere din neerlandeză, „Numărul Nouă”), ziua în care nu m-am învârtit cu Pământul. Van der Werve a făcut un montaj video accelerat care comprimă aceste 24 de ore în 9 minute.
În iulie 2007, înotătorul de anduranță britanic Lewis Gordon Pugh a înotat 1 km la polul Nord. Isprava lui, realizată pentru a evidenția efectele schimbărilor climatice, a avut loc în apă deschisă⁠(d) între sloiurile de gheață, în 18 minute și 50 de secunde la o temperatură de −1,8 °C. În 2008, Pugh a încercat să ajungă la polul Nord într-un caiac pornind din Norvegia, dar a trebuit să renunțe după ce a fost prins de ghețuri timp de trei zile.

## Reprezentări culturale

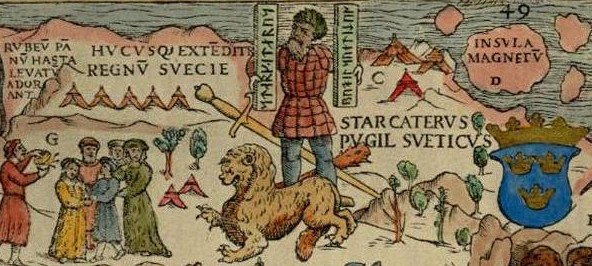
Parte din din 1539 de Olaus Magnus, indicând polul Nord magnetic sub forma unei „Insula Magnetu(m)” (latinescul pentru „insula magneților”) în largul actualului Murmansk.

Pentru nord-americani, reședința lui Moș Crăciun se află la polul Nord geografic. În 1983, Canada Post a atribuit polului Nord codul poștal H0H 0H0⁠(d), cu referire la râsul caracteristic al lui Moș Crăciun: «Ho ! Ho ! Ho !».
În 1866, Jules Verne descria în romanul său Căpitanul Hatteras povestea unei expediții conduse de un englez către polul Nord. Acest roman este scris pe baza teoriei eronate a mării polare deschise. Acest fapt aparent banal reflectă mitologia antică a Hyperboreei, aflată la polul Nord, ciudată axa a lumii, lăcașul unor ființe supraomenești. Ideea populară care face polul Nord reședința geografică a lui Moș Crăciun, care apare ca un fel de spirit al Polului Nord într-o mitologie modernă, are corespondență și în mitologia indiană, unde Shiva, cel care are patru chipuri, „stă cu fața spre sud”. După cum a arătat Henry Corbin, polul Nord joacă un rol-cheie în cultura ezoterică a sufismului și în misticismul iranian: 
„Orientul căutat de mistică, Orientul care nu poate fi situat pe hărțile noastre, este în direcția nord, dincolo de nord.”
Polul este identificat și cu un munte misterios în Oceanul Arctic, muntele Qaf (cf. Rupes Nigrisss⁠(d)), a cărui ascensiune, ca și escaladarea muntelui Purgatoriului de către Dante și Virgil, reprezintă înaintarea pelerinului prin diferite stări spirituale. În teosofia iraniană, polul ceresc, punctul focal al ascensiunii spirituale, acționează ca un magnet pentru a atrage ființele la al său „palat cu preocupări imateriale”.